# Trophée des champions (handball)
Pour les articles homonymes, voir Trophée des champions.

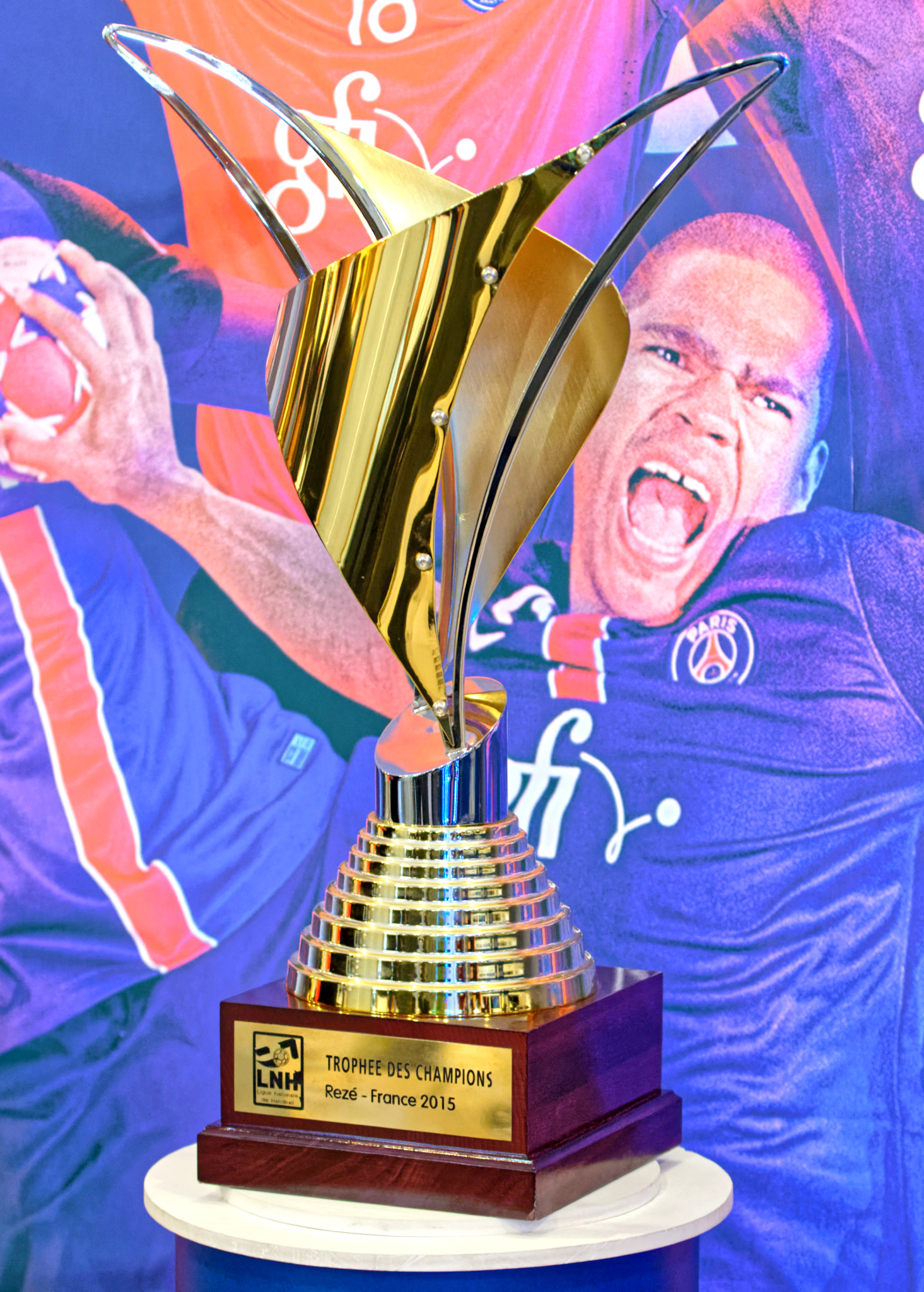
La coupe du Trophée des champions, présentée par le PSG le 10 septembre 2015.

Le Trophée des champions est une supercoupe opposant des clubs masculin de handball en France. Elle a été créée le 14 mars 2010 par la Ligue nationale de handball, l'instance du handball professionnel français. La compétition a généralement lieu début septembre quelques jours avant la reprise championnat.
La Ligue féminine de handball, quant à elle, n'organise pas de compétition équivalente chez les femmes.

## Modalités
Jusqu'en 2018, le Trophée des champions oppose le vainqueur du championnat de France, les lauréats des coupes de France et de la Ligue, ainsi que l'équipe la mieux classée en championnat en dehors de ces trois équipes.
À compter de 2019, une nouvelle formule est mise en place : une seule rencontre oppose le champion de France et le vainqueur de la Coupe de la Ligue ou, à défaut, le deuxième du championnat. Depuis la disparation de la Coupe de la Ligue en 2022, le second club participant est le vainqueur de la Coupe de France ou, à défaut, le deuxième du championnat.
En conséquence de la pandémie de Covid-19, l'édition 2020 est annulée du fait de la reprise tardive du Championnat. La compétition n'est pas non plus inscrite au programme de la saison 2021-2022 et fait son retour en 2022.

## Palmarès
| Édition* | Part.        | Vainqueur                | Finaliste            | Score        | Lieu                   |              |
| -------- | ------------ | ------------------------ | -------------------- | ------------ | ---------------------- | ------------ |
| 2010     | 4            | Montpellier AHB          | Chambéry Savoie HB   | 32 – 30ap    | Stade Louis-II, Monaco |              |
| 2011     | 4            | Montpellier AHB          | Chambéry Savoie HB   | 30 – 23      | Stade Louis-II, Monaco |              |
| 2012     | 4            | Dunkerque HGL (1)        | Chambéry Savoie HB   | 26 – 25tab   | Stade Louis-II, Monaco |              |
| 2013     | 4            | Chambéry Savoie HB (1)   | Dunkerque HGL        | 23 – 21      | Sousse, Tunisie        |              |
| 2014     | 4            | Paris Saint-Germain      | Dunkerque HGL        | 34 – 23      | Monastir, Tunisie      |              |
| 2015     | 4            | Paris Saint-Germain      | Saint-Raphaël        | 29 – 27      | Nantes                 |              |
| 2016     | 4            | Paris Saint-Germain      | HBC Nantes           | 35 – 26      | La Roche-sur-Yon       |              |
| 2017     | 4            | HBC Nantes               | Paris Saint-Germain  | 32 – 26      | Rouen                  |              |
| 2018     | 4            | Montpellier Handball (3) | Saint-Raphaël        | 32 – 27      | Montbéliard            |              |
| 2019     | 2            | Paris Saint-Germain      | Montpellier Handball | 34 – 27      | Limoges                |              |
| 2020     | Annulée      | Annulée                  | Annulée              | Annulée      | Annulée                | Annulée      |
| 2021     | Non disputée | Non disputée             | Non disputée         | Non disputée | Non disputée           | Non disputée |
| 2022     | 2            | HBC Nantes               | Paris Saint-Germain  | 37 – 33      | Futuroscope            |              |
| 2023     | 2            | Paris Saint-Germain (5)  | HBC Nantes           | 35 – 25      | Glaz Arena             |              |
| 2024     | 2            | HBC Nantes (3)           | Paris Saint-Germain  | 36 – 29      | Futuroscope            |              |

* Le Trophée des champions se déroule en début de saison sportive, donc, par exemple, l'édition 2010 a lieu au début de la saison 2010-2011.

### Trophée du meilleur joueur
L'UJSF désigne le meilleur joueur de la compétition par le vote des journalistes présents en tribune de presse. Le vainqueur se voit remettre le trophée des mains d'un représentant de l'union syndicale.
| Année | Joueur             | Club                |
| ----- | ------------------ | ------------------- |
| 2010  | Nikola Karabatic   | Montpellier AHB     |
| 2011  | Vid Kavtičnik      | Montpellier AHB     |
| 2012  | Erwan Siakam-Kadji | Dunkerque HGL       |
| 2013  | Edin Bašić         | Chambéry SH         |
| 2014  | Daniel Narcisse    | Paris Saint-Germain |
| 2015  | Luka Karabatic     | Paris Saint-Germain |
| 2016  | ?                  | ?                   |
| 2017  | ?                  | ?                   |
| 2018  | ?                  | ?                   |
| 2019  | Vincent Gérard     | Paris Saint-Germain |
| 2022  | ?                  | ?                   |
| 2023  | Jannick Green      | Paris Saint-Germain |

## Tableau d'honneur
| Rang  | Club                 | Finales gagnées | Finales gagnées              | Finales perdues | Finales perdues  |
| Rang  | Club                 | Nombre          | Années                       | Nombre          | Années           |
| ----- | -------------------- | --------------- | ---------------------------- | --------------- | ---------------- |
| 1     | Paris Saint-Germain  | 5               | 2014, 2015, 2016, 2019, 2023 | 3               | 2017, 2022, 2024 |
| 2     | HBC Nantes T         | 3               | 2017, 2022, 2024             | 2               | 2016, 2023       |
| 3     | Montpellier Handball | 3               | 2010, 2011, 2018             | 1               | 2019             |
| 4     | Chambéry SMB HB      | 1               | 2013                         | 3               | 2010, 2011, 2012 |
| 5     | Dunkerque HGL        | 1               | 2012                         | 2               | 2013, 2014       |
| 6     | Saint-Raphaël VHB    | 0               | -                            | 2               | 2015, 2018       |
| -     | annulé/non disputé   | 2               | 2020, 2021                   | 2               | 2020, 2021       |
| Total | Total                | 12 (+2)         | 2010-2024                    | 12 (+2)         | 2010-2024        |

Légende : T : tenant du titre

## Identité visuelle

Logo avant 2017.
Logo depuis 2017.